# Samogłoska otwarta
Samogłoska otwarta, samogłoska niska – typ samogłoski występujący niemal w każdym języku. Definiującą cechą samogłoski otwartej jest to, że w trakcie wymawiania język odsunięty jest maksymalnie od podniebienia. W międzynarodowej transkrypcji fonetycznej IPA cztery samogłoski otwarte posiadają odrębne symbole:
- samogłoska otwarta przednia niezaokrąglona [a] - jedyna samogłoska otwarta występująca w języku polskim (jest jednak centralna - [ä]).
- samogłoska otwarta przednia zaokrąglona [ɶ]
- samogłoska otwarta tylna niezaokrąglona [ɑ]
- samogłoska otwarta tylna zaokrąglona [ɒ]

W dialekcie miasta Hamont języka limburskiego otwarte przednie [aː], otwarte centralne [äː] i otwarte tylne [ɑː] są odrębnymi fonemami. Takie potrójne rozróżnienie jest bardzo rzadko spotykane.
W latach 2011–2012 komitet Międzynarodowego Towarzystwa Fonetycznego zagłosował przeciw dodaniu do MAF odrębnego symbolu (ᴀ) dla samogłoski otwartej centralnej niezaokrąglonej. Symbolem tym samogłoska [ä] oznaczana jest w kręgach sinologicznych.